# Ванила секс
Ванила секс или накратко ванила (или още както е наричан обикновено конвенционален секс) е жаргонното наименование, което описва културните поведения, които са базирани на най-стандартното и конвенционално в сексуалността, като се има предвид, че различните култури, субкултури и дори индивиди имат известни или дори големи различия във възприемането на идеята за „конвенционалност“. Често под ванила секс се имат предвид сексуални практики, които по никакъв начин не включват елементи на БДСМ, подпляскване или фетишизъм.
Терминът „ванила“ или още „ванила секс“ идва в български от английското vanilla, което произлиза от ваниловия екстракт, като основен овкусител на сладоледа и като продължение на този смисъл на идеята за обикновено и конвенционално. В този смисъл, терминът vanilla в английски е понякога използван като обида, за да опише някой, който е твърде конвенционален или нежелаещ, страхуващ се да предприеме рискове, както в сексуални, така и в несексуални контексти.

## Описание
Сред хетеросексуалните двойки на Запад (особено САЩ) конвенционалният или както тук е наричан ванила секс се отнася до т.нар. Мисионерска поза. На запад същият термин може да означава секс без проникване между хомосексуални мъже. В България под този термин се разбира липсата на сурови елементи на подчинение и БДСМ, и фетишизъм, както и отказът на някои жени от подразбираща се по дефиниция стриктно изразена подчинена хетеросексуална позиция и по подразбиране подчинен по-груб секс (анален секс в „кучешка поза“ и т.н. ). Като цяло в чужбина ванила сексът описва сексуални практики невключващи по-груб секс, БДСМ и фетишизъм.
Във взаимоотношенията, когато единият партньор предпочита по-неконвенционални форми на сексуалноизразяване, другият партньор, който не се „радва“ на подобни практики се нарича „ванила партньор“.